# Nicholas Caglioni
Nicholas Caglioni (* 14. Januar 1983 in Nembro) ist ein italienischer Fußballspieler.
Der Torhüter begann seine Karriere in der Serie D beim AC Fanfulla und Uso Calcio. 2003/04 war er bei Aglianese Calcio in der Serie C2. In der nächsten Saison gehörte er zum Kader von Atalanta Bergamo, hatte aber keine Einsätze. Von 2005 bis 2007 stand er beim FC Messina Peloro unter Vertrag und spielte in dieser Zeit insgesamt elfmal in der Serie A. Nach einem positiven Dopingtest im März 2007 wurde er für zwei Jahre gesperrt. Nach seiner Sperre spielte er bei Aurora Pro Patria und US Salernitana in der Lega Pro Prima Divisione. 2011 wechselte er zum Zweitligisten FC Modena. Nach einer Saison ging er zum Ligakonkurrenten FC Crotone, wo er bis Januar 2014 unter Vertrag stand, dann wechselte er zu US Lecce.